# Оселедець під шубою
Оселедець під шубою (часто «шуба») — розповсюджений в країнах колишнього СРСР салат з філе оселедця, овочів, яєць і майонезу. Назву свою салат отримав завдяки тому, що дрібно нарізане філе оселедця і накладене на шар картоплі, поступово накривається шарами подрібненої цибулі, яєць, моркви та червоного буряка. Кожен шар ретельно перемазують майонезом. Прикрашують петрушкою, зеленою цибулею, кільцями моркви та притрушують подрібненим крутим жовтком. Іноді послідовність шарів може змінюватись, але останній шар завжди за червоним буряком. Подається як холодна страва. Часто готують на свята, особливо новорічні.

## Веганська версія салату

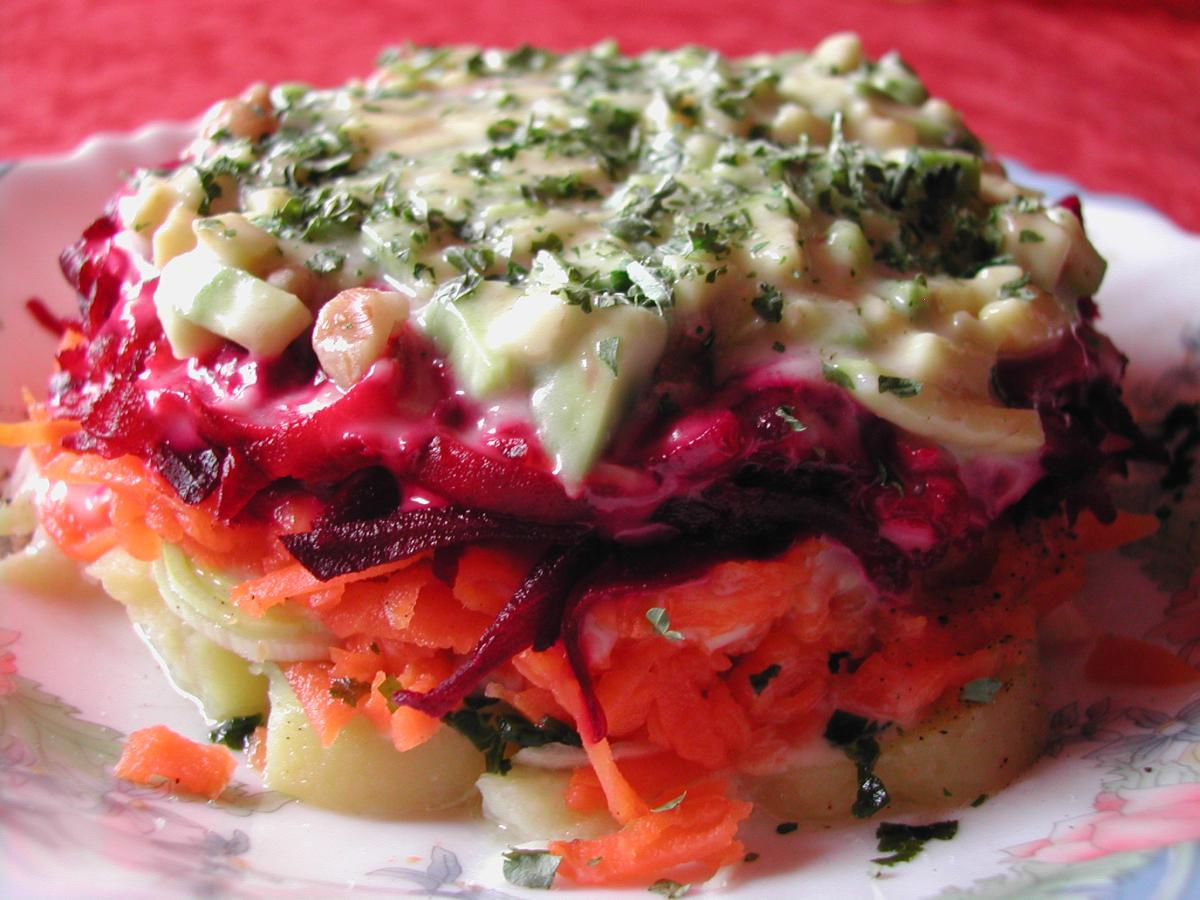
Веганізована версія салату «Оселедець під шубою». Оселедець замінений морськими водоростями, яйця замінені авокадо, використовується майонез без яєць.

Із поширенням вегетаріанства почали готувати вегетаріанську «шубу». Оселедець заміняють морською капустою, а яйця — сиром або авокадо. Майонез використовується також вегетаріанський. На смак і вигляд страва дуже подібна.
У веганському варіанті цього салату майонез заміняється іншим білим соусом, що не містить продуктів тваринного походження.

## Галерея зображень (найпоширеніший спосіб приготування)

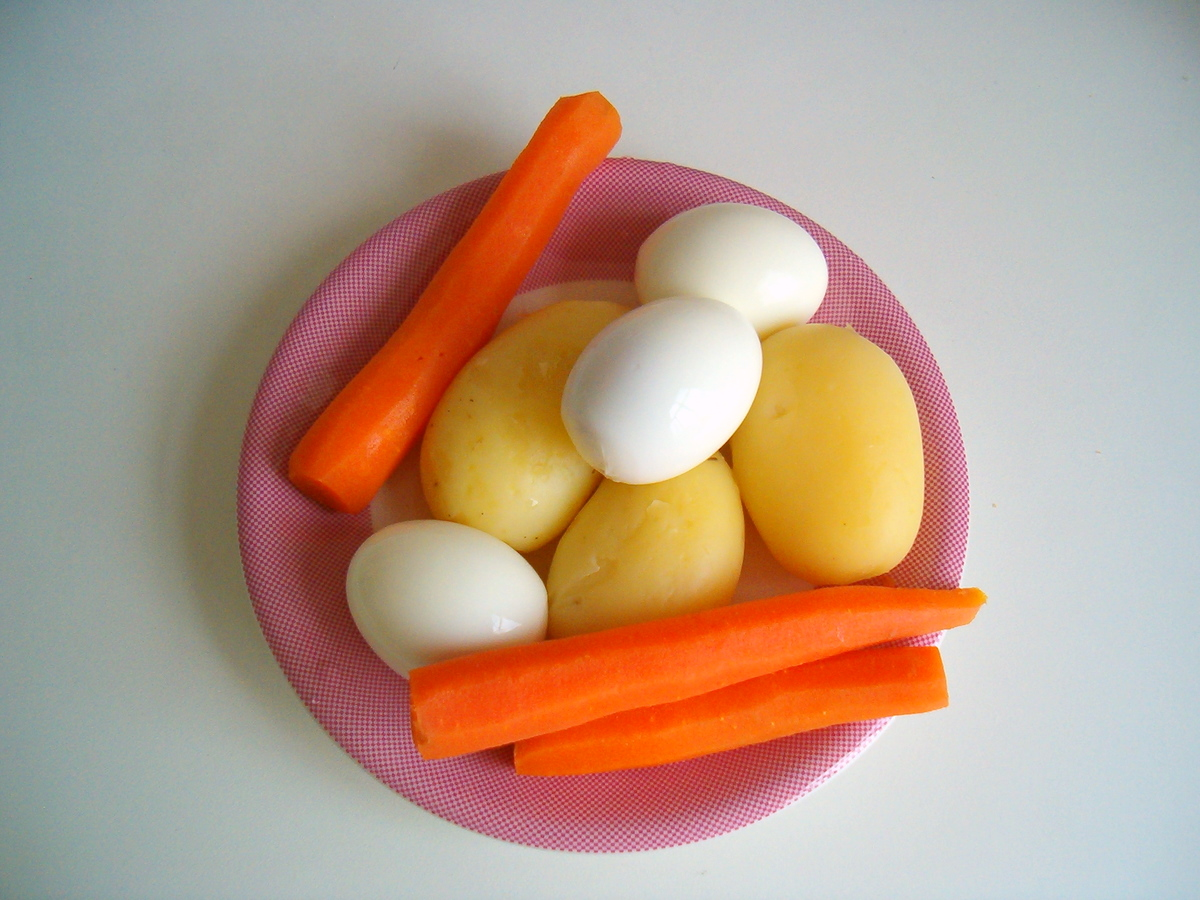
Добре відварити овочі і яйця
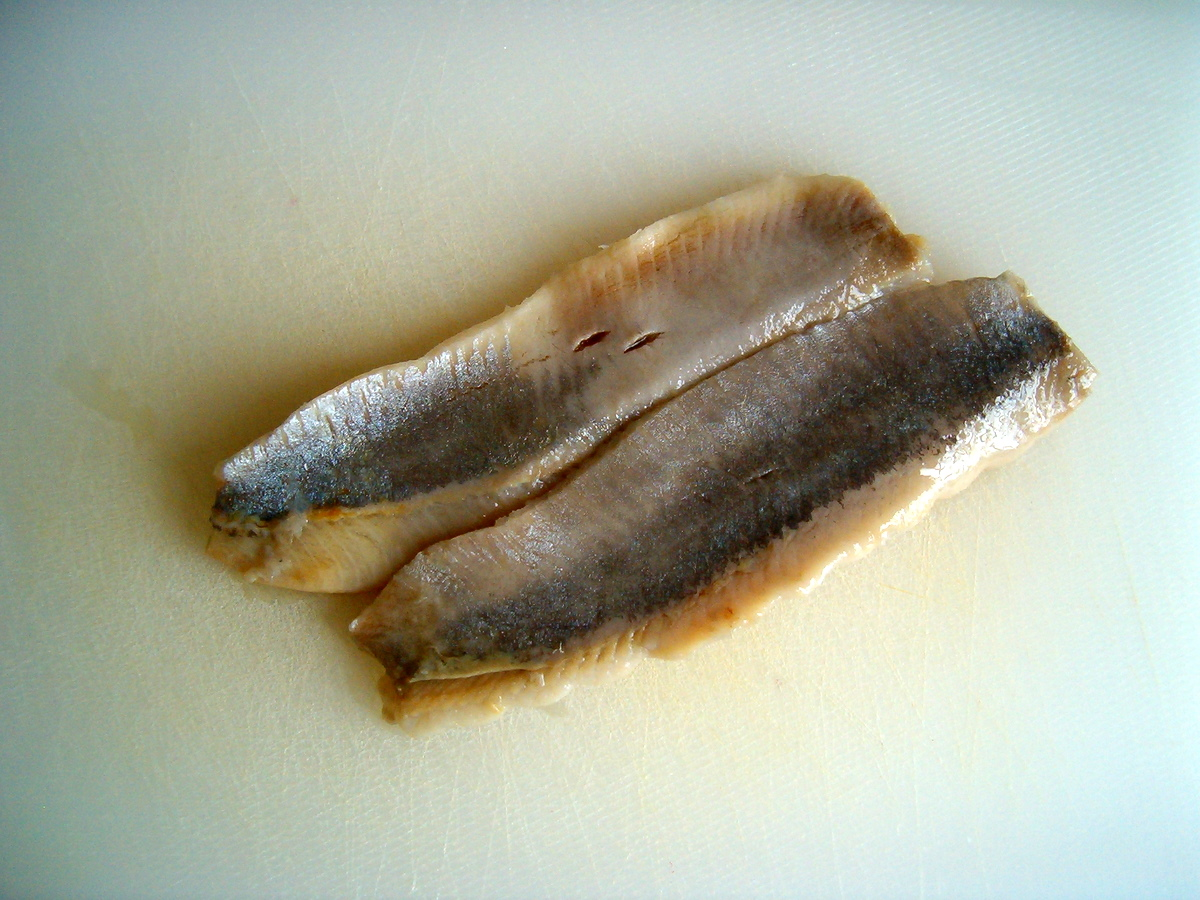
Філе оселедця старанно відділити від кісток і дрібно нарізати
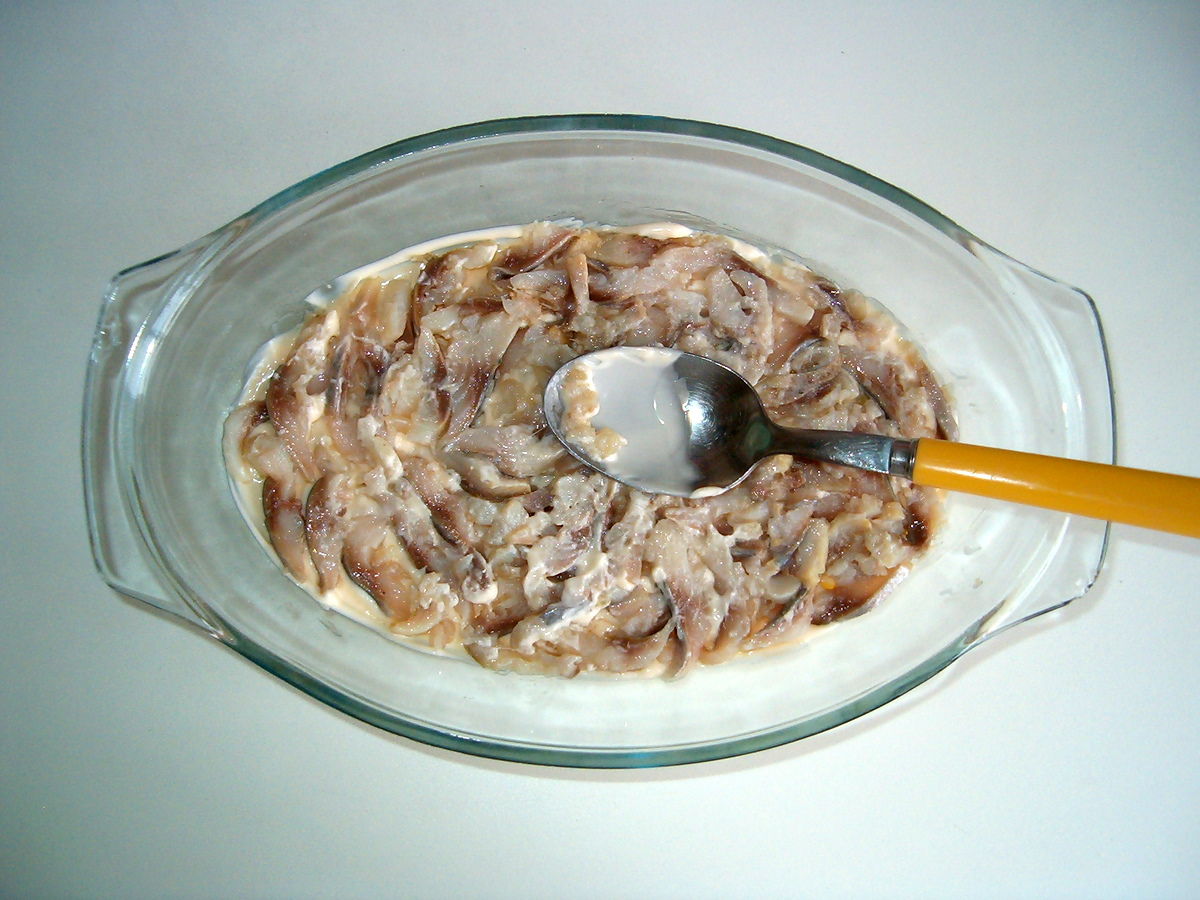
Шар натертої картоплі і філе оселедця перемазати майонезом
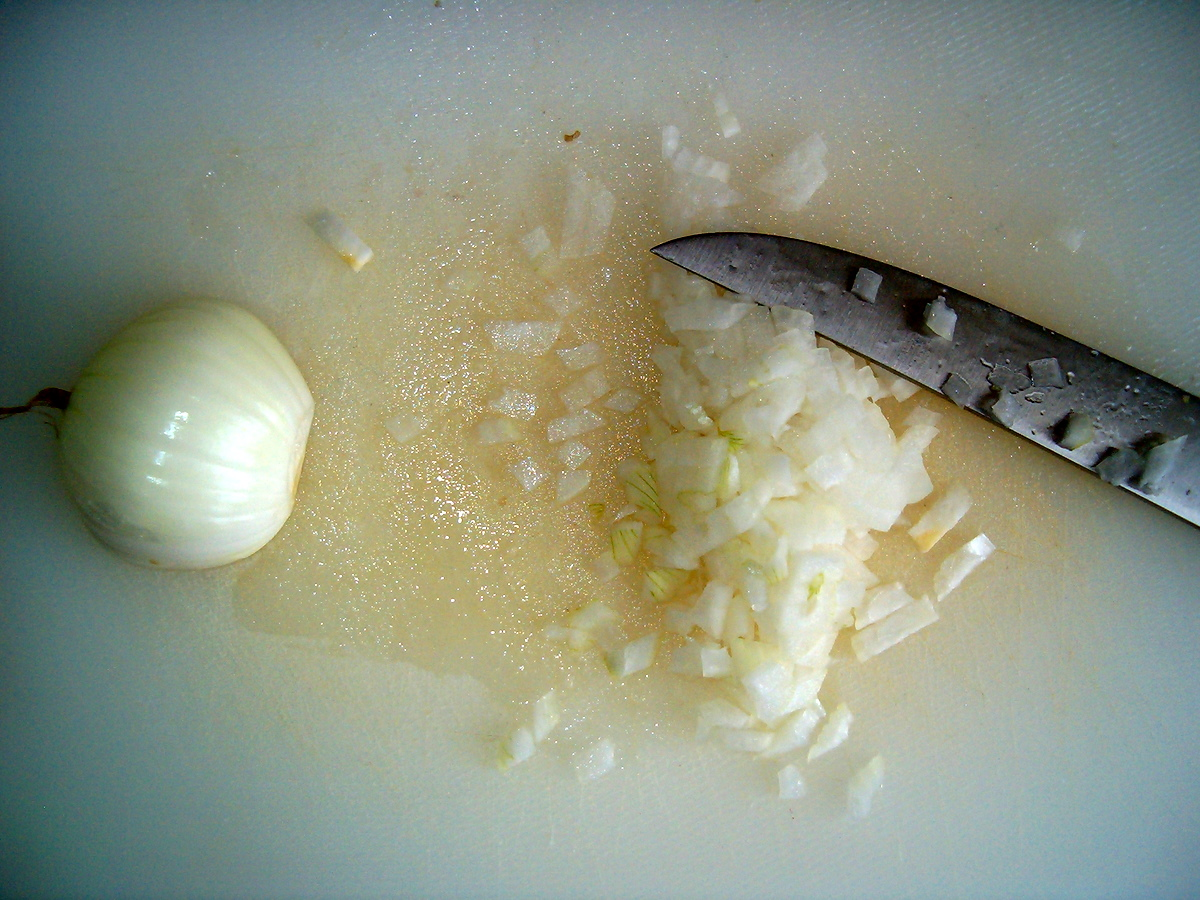
Нарізати цибулю і перемазати майонезом
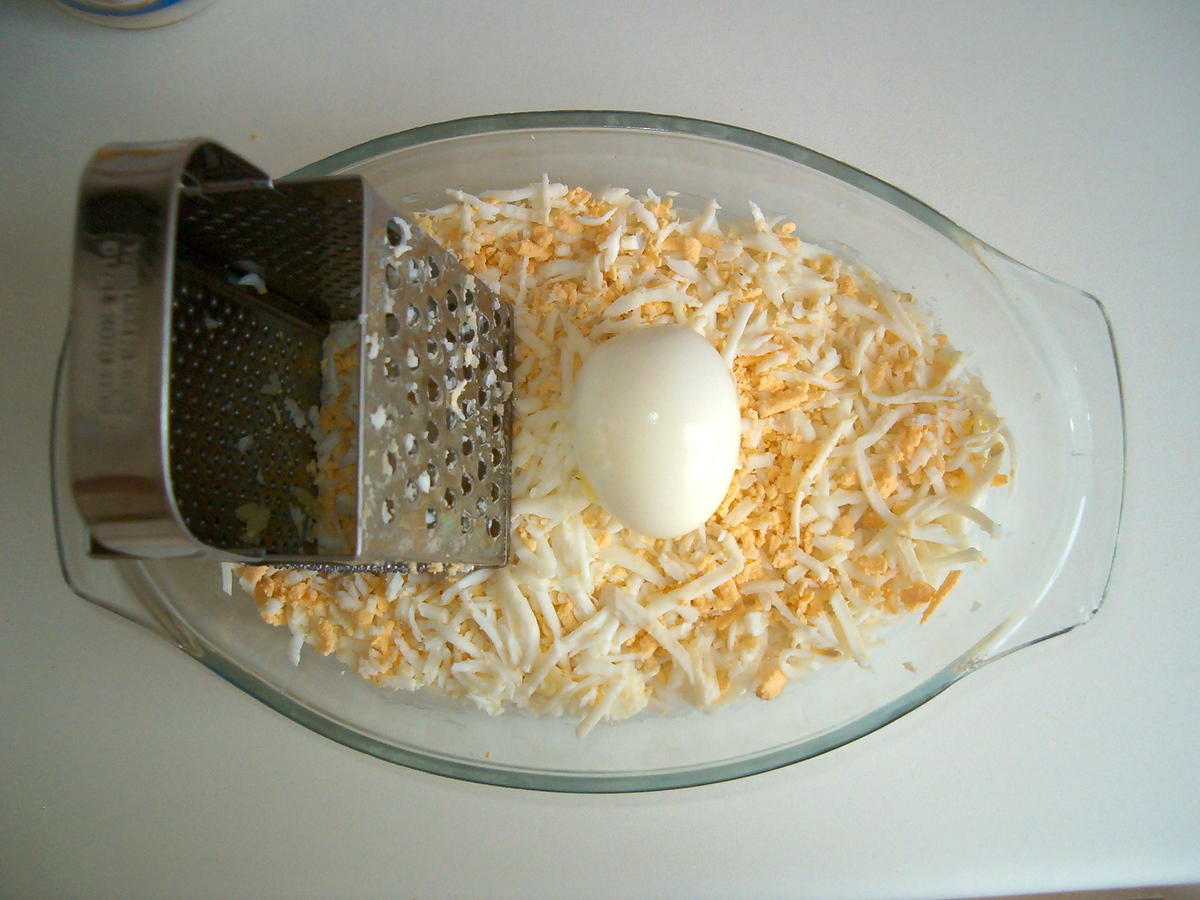
Потерти яйця і перемазати майонезом
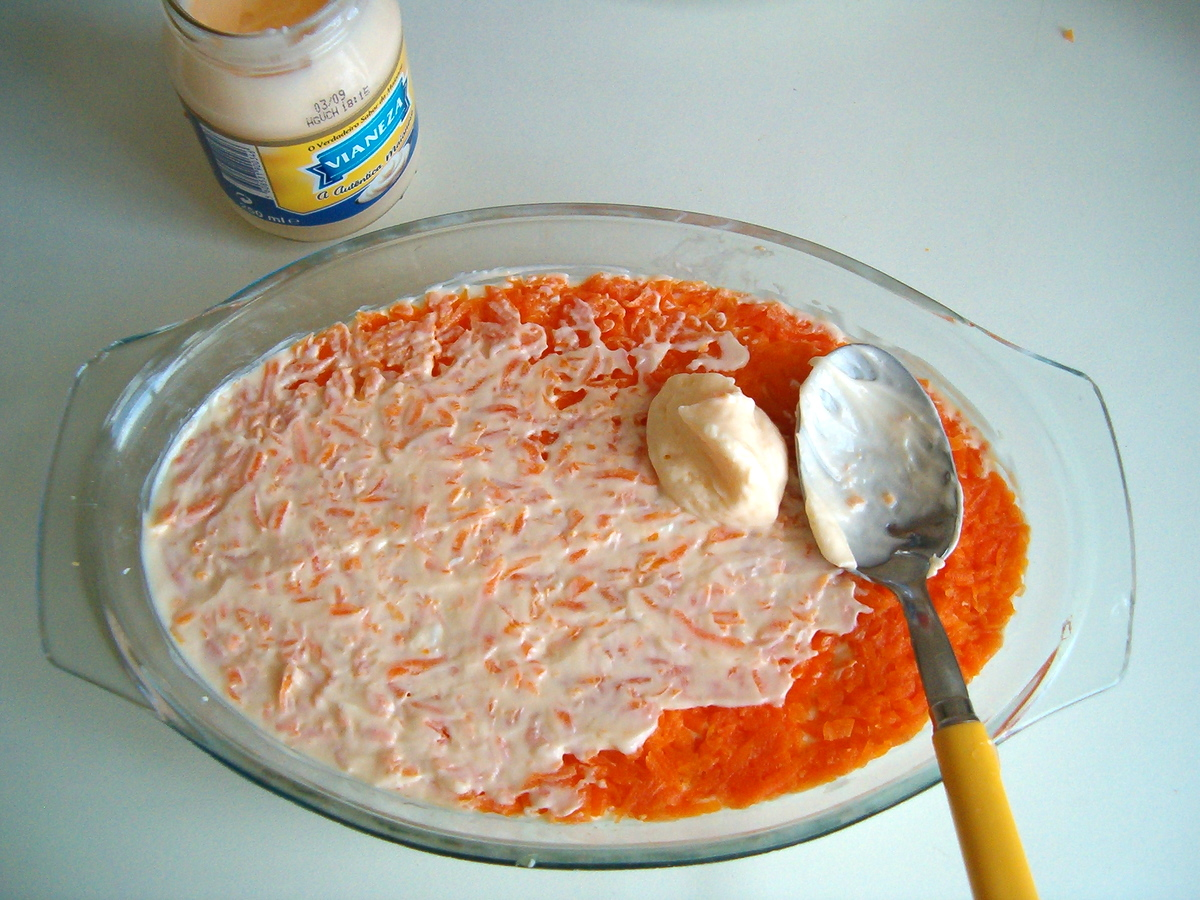
Потерти моркву і перемазати майонезом
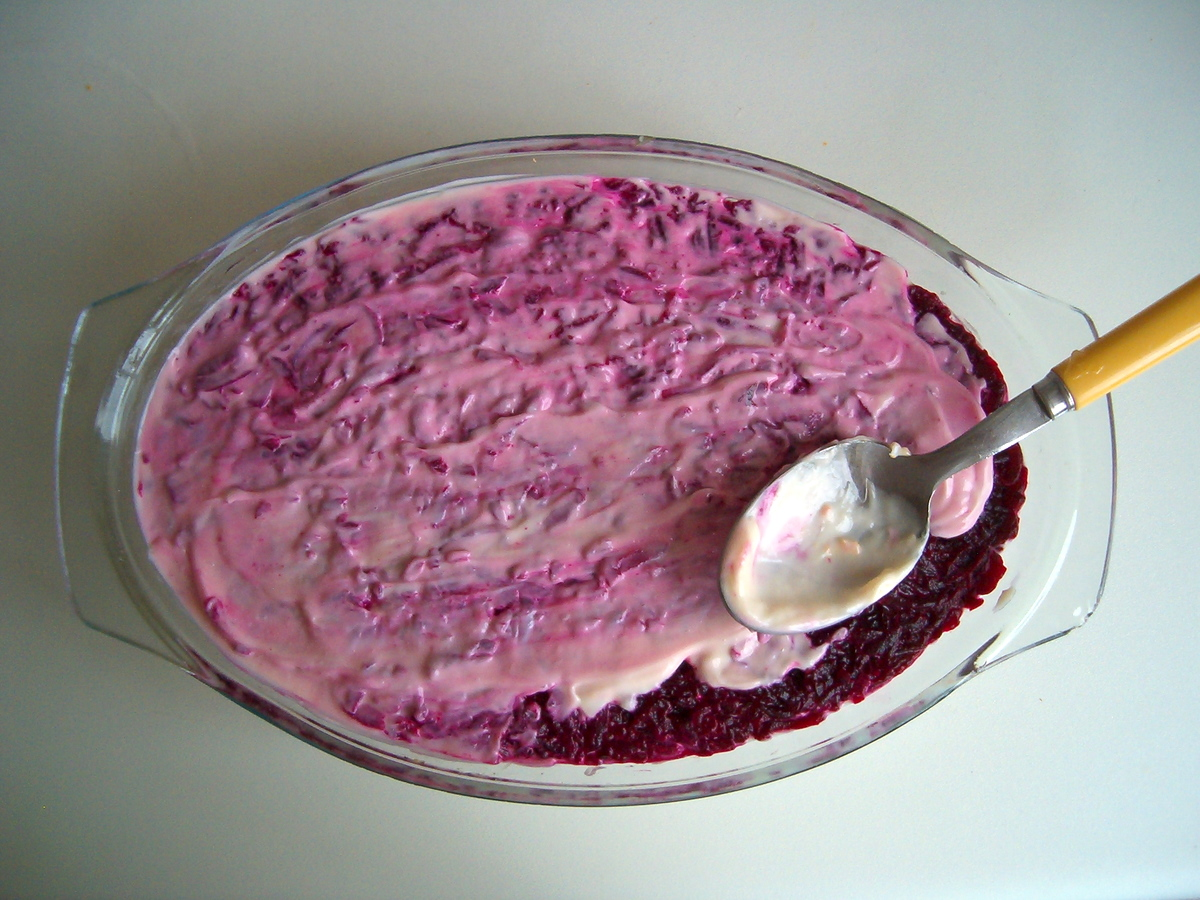
Потерти червоний буряк і перемазати майонезом, прикрасити петрушкою
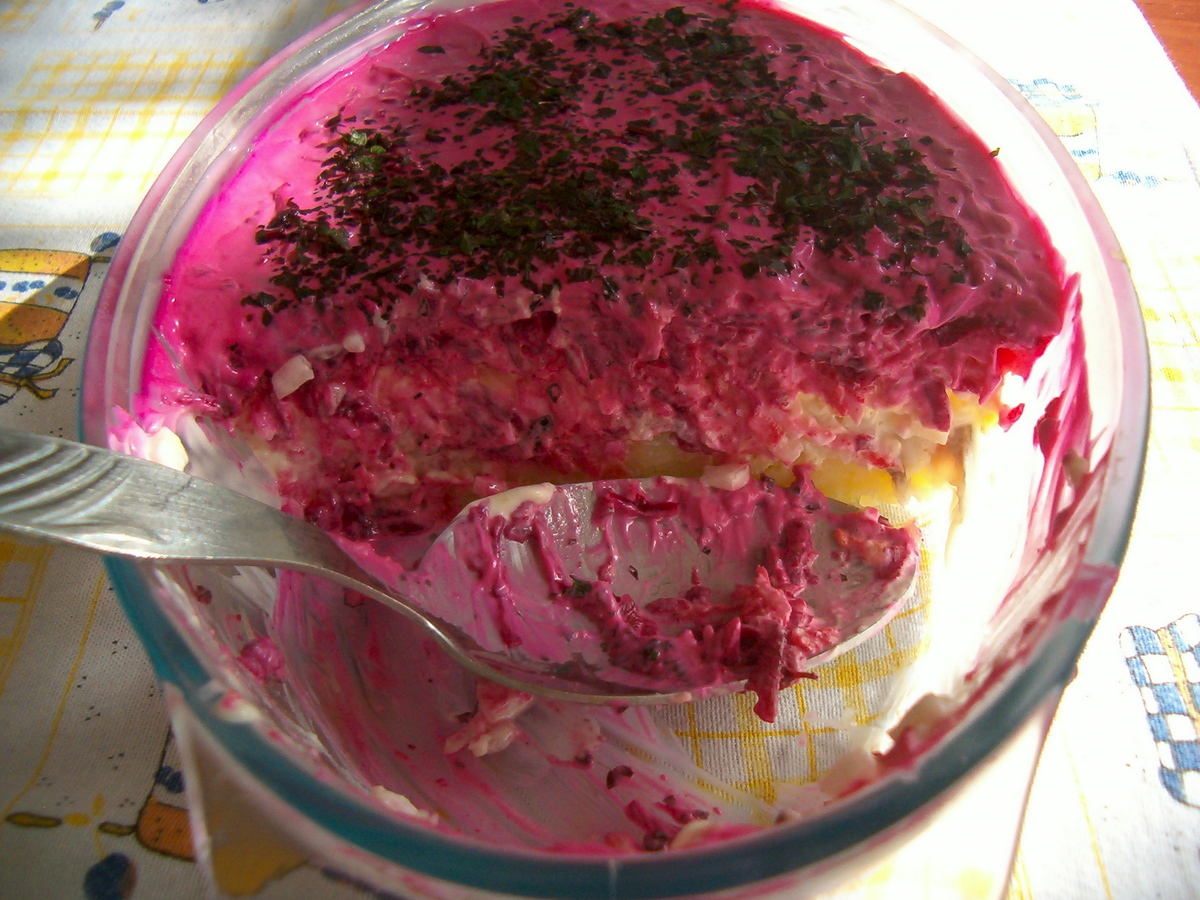
Витримати не менше 10 годин в холодильнику і ...смачного!